# Freiherr-vom-Stein-Allee 3 (Weimar)

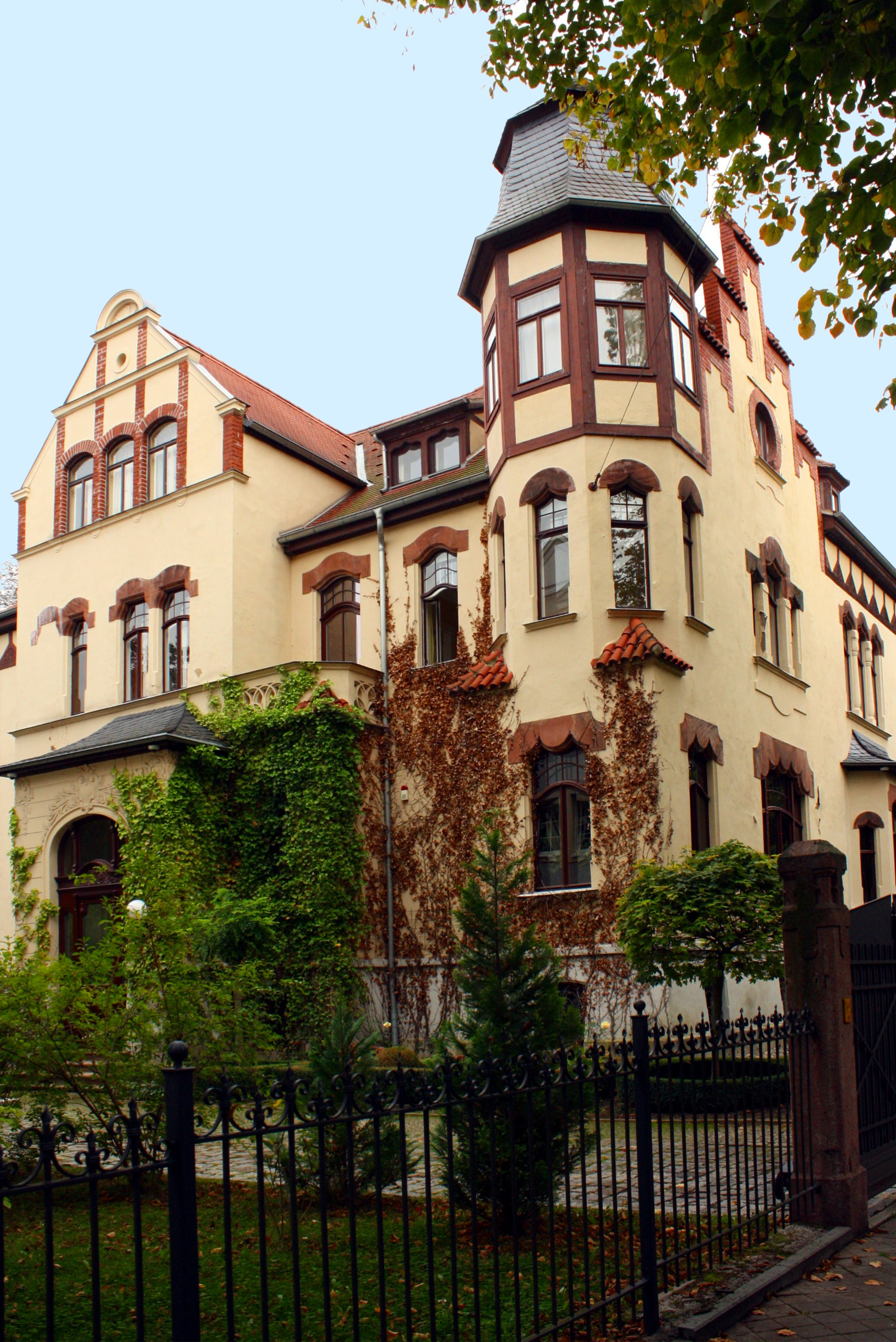
Freiherr-vom-Stein-Allee 3

Das Haus Freiherr-vom-Stein-Allee 3 ist eine späthistoristische Villa in Weimar. Zur Erbauungszeit hieß die Straße Carl-Alexander-Allee.

## Geschichte und Beschreibung
Die Villa entstand 1903/04 im Auftrag der Weimarischen Villenbau- und Terraingesellschaft nach einem Entwurf von Hugo Hirsch aus Erfurt, der damit einer der wenigen auswärtigen Architekten mit Entwürfen für Bauten in Weimar war. Der verputzte zweigeschossige Bau besitzt einen hohen geböschten Sockel. Er besitzt einen Vorgarten. Er ist abwechslungsreich gegliedert. Dazu gehören die giebelbekrönten Risalite an der Nord-, West- und Südseite. Die Anbauten, darunter einer mit einem turmartigen Aufsatz aus polygonalem Holzfachwerk und Schieferdachkuppel. Hirsch verwendete mehrere historistische Stile, so Elemente der Spätgotik, wie die Fenster, deren Fensterstürze der Jugendstilvilla sind aus rotem Buntsandstein. An die Backsteingotik erinnern Stufengiebel und Fächerrosetten im Stile der deutschen Renaissance am Fachwerkdrempel. Sowohl Fachwerk als auch die Fenstergewandungen heben sich deutlich von der hellen Fassade ab. Die Innenausstattung wie Treppenhaus, Türen bzw. Geländer sind aus der Erbauungszeit erhalten.